# Holt (trattore)

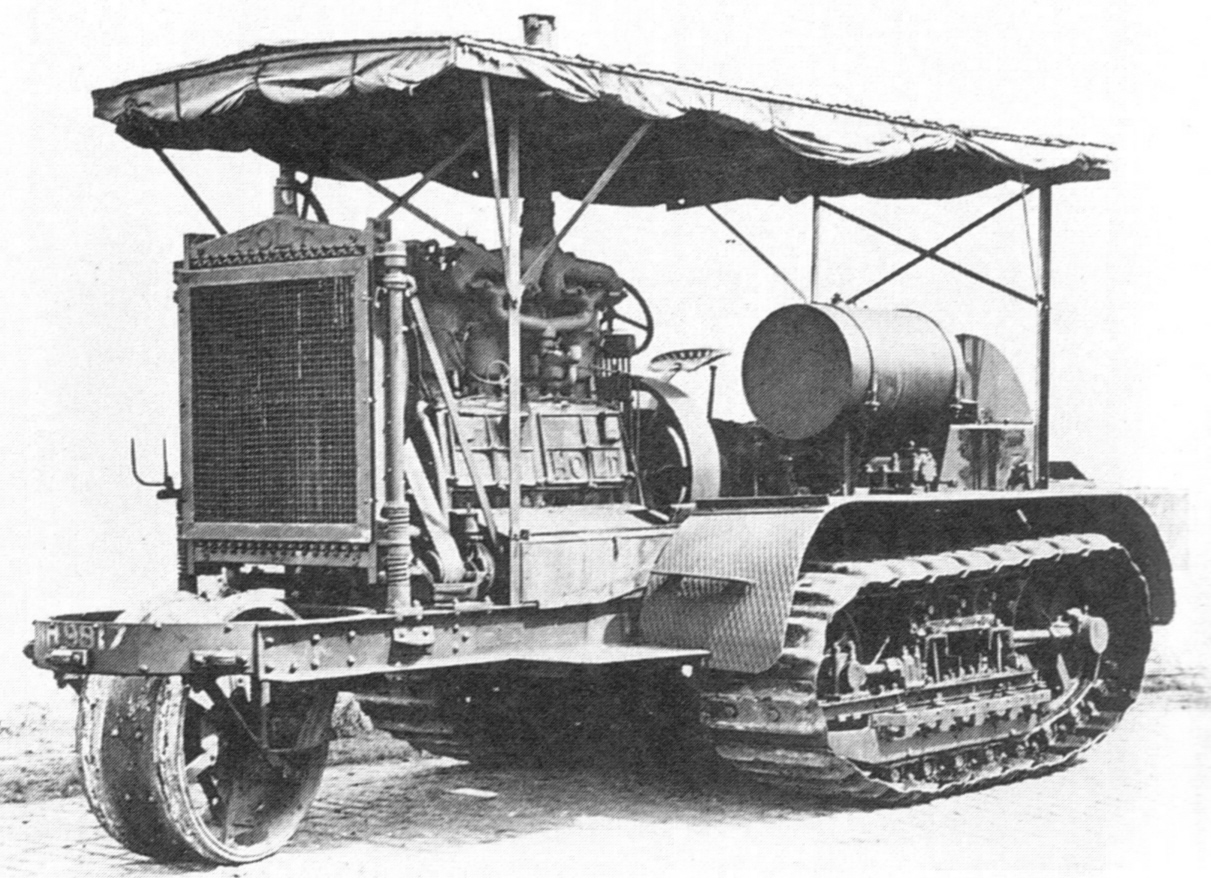
Lo Holt 120, circa 1914.

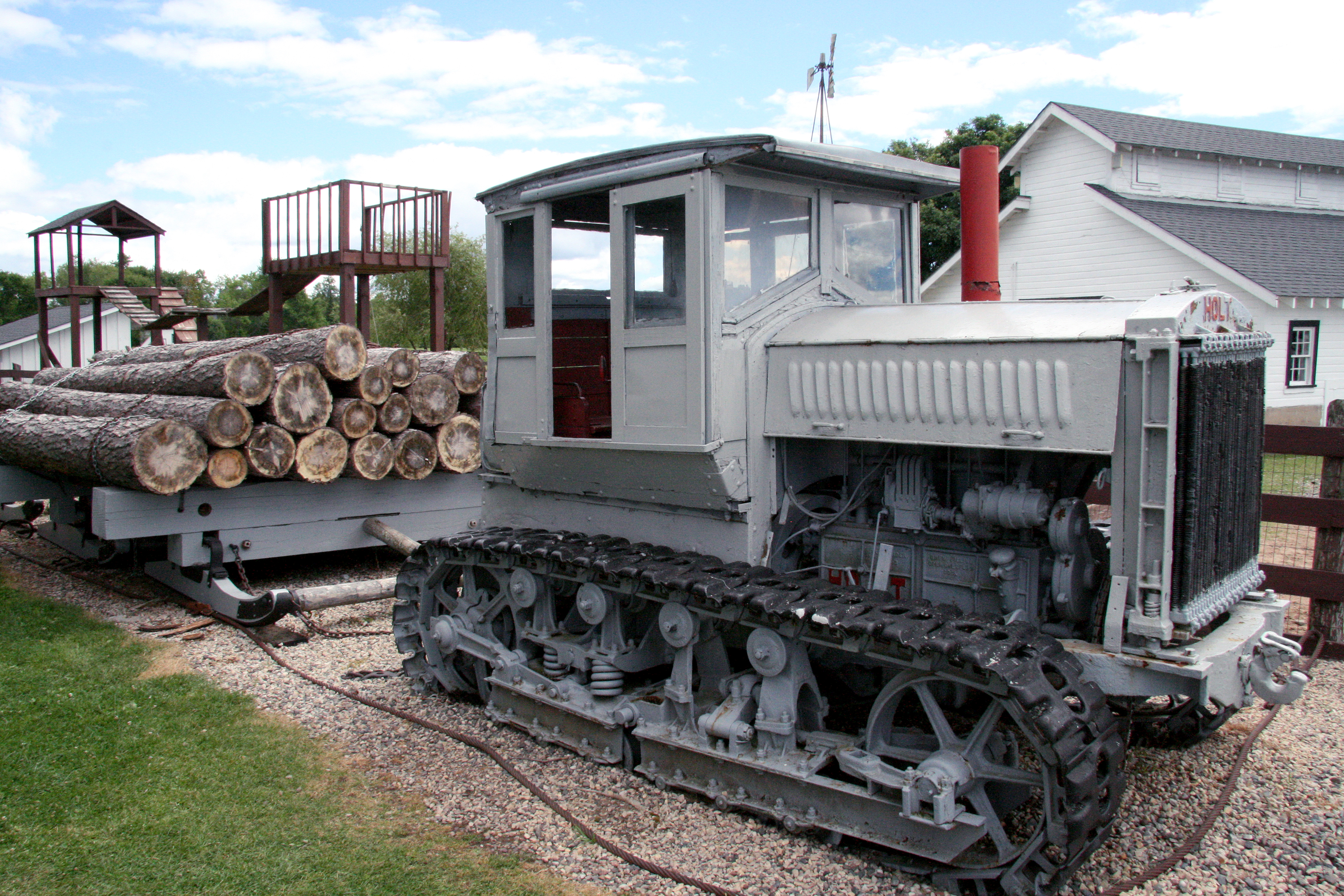
HOLT (prima 1925)

I trattori Holt erano dei veicoli cingolati prodotti dall'azienda statunitense Holt Manufacturing Company, dal nome di Benjamin Holt. Tra il 1908 ed il 1913, ventisette dei primi 100 trattori Holt vennero impiegati nella realizzazione dell'acquedotto di Los Angeles, che costituì un ottimo terreno di prova per il nuovo mezzo.

## Uso militare

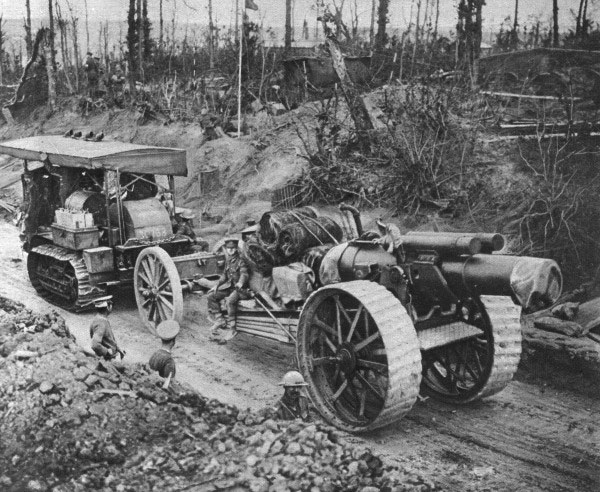
Obice BL 8 inch Mk V trainato da un trattore Holt durante la battaglia della Somme, 1917.

I trattori Holt sono maggiormente famosi per l'impiego da parte degli eserciti di Gran Bretagna, Stati Uniti e Francia durante la prima guerra mondiale per il traino delle artiglierie pesanti, inclusi gli obici BL 9.2 inch e BL 8 inch Mk I–V. A partire dal 1916 oltre 1.000 trattori furono impiegati dagli inglesi, che salirono a circa 10.000 verso la fine della guerra.

## Tecnica
Furono realizzati almeno due modelli per impieghi militariː il Holt 75 e il Holt 120. Il modello da 120 hp era dotato di ruota anteriore sterzante, solitamente coperta. Pesava circa 8.200 kg.
Il modello da 75 hp invece usava le frizioni dei due cingoli per sterzare. Aveva una velocità massima di 24 km/h ed un motore a benzina.